# Kalcij
Kalcij je kemijski element atomskog (rednog) broja 20 i atomske mase 40,078(4). U periodnom sustavu elemenata predstavlja ga simbol Ca.
Vapnik stari hrvatski naziv za kalcij.

## Svojstva i zastupljenost u prirodi
Kalcij se u elementarnom stanju u prirodi ne nalazi jer je prereaktivan. Najrasprostranjeniji je zemnoalkalijski element u prirodi (w = 3,4%).
Elektronska konfiguracija mu je: 1s2 2s2 2p6 3s2 3p6 4s2, gradi 2+ ion. Tvori 6 stabilnih izotopa: 40Ca, 42Ca, 43Ca, 44Ca, 46Ca i 48Ca. Kalcij je srebrnobijel, mekan i lak metal. Boji plamen ciglastocrveno. Postoji u dvije alotropske modifikacije. Spojevi kalcija se pojavljuju i u vodi i povećavaju joj tvrdoću. Kalcijevi sulfati i kloridi čine stalnu tvrdoću vode koja se kuhanjem ne može otkloniti. Tvrda voda je nepogodna za uporabu (za kuhanje, pranje i industriju). Kalcij je najrasprostranjeniji zemnoalkalni metal, a i jedan od najraširenijih elemenata u prirodi. Zastupljen je u zemljinoj kori u količini od 3,54%. Kalcij karbonat je glavni sastojak sedimentnih stijena. Kao vapnenac tvori mnoge planinske masive. Veoma je raširen i kalcijev sulfat i gips.
Najčešće se nalazi u mineralima koji su sastavom karbonati, silikati, sulfati, fosfati ili fluoridi.

Najrašireniji minerali kalcija su: kalcit, argonit, mermet, kreda, gips (sadra, CaSO4 x 2 H2O), sedra, dolomit, vapnenac (CaCO3), kalcijev fluorit (CaF2), fosforit (Ca3(PO4)2), te apatit (Ca5Cl(PO4)3).
Zagrijavanjem uz prisutnost zraka tvori oksid (CaO) i nitrid (Ca3N2). Reagira s hladnom vodom gradeći hidroksid uz oslobađanje vodika. Osim ovih spojeva, bitni su i kalcijev peroksid i mnoge soli.

## Dobivanje i uporaba
Kalcij je otkrio Sir Humphry Davy 1808. godine. Kalcij se dobiva elektrolizom taline kalcijevog klorida:
CaCl2(l) → Ca(s) + Cl2(g).
Kosti čovjeka i životinja sadrže kalcij u obliku fosfata i karbonata. Nedostatak kalcija u kostima izaziva bolest rahitis, osteomalaciju i osteoporozu. Ion kalcija nalazi se i u krvi i ubrzava zgrušavanje krvi u dodiru sa zrakom. Kod biljaka ulazi u neke oblike staničnih zidova. One skladište kalcij u stabljici i lišću. Nedostatak kalcija kod biljaka prouzrokuje slab razvoj korijenja i lišća.

### Reakcija kalcija s vodom
Reakciju kalcija s vodom prikazuje jednadžba:
Ca(s) + 2 H2O(l) → Ca2+(aq) + 2 OH-(aq) + H2(g)
Reakcija ubrzo prestaje jer se na površini kalcija stvara zaštitni sloj kalcijeva hidroksida zbog njegove slabe topljivosti. Maseni udio kalcijeva hidroksida u bistroj otopini može biti najviše 0,13%, a takva se otopina zove vapnena voda.

### Spojevi kalcija
Kalcijevi spojevi tehnički su vrlo važni:
- Kalcijev karbonat (CaCO3) u prirodi je najrašireniji i najvažniji spoj kalcija, koji se najčešće nalazi u obliku nama poznatih tvari iz svakidašnjeg života - vapnenac, mramor i kreda, iako različita izgleda, građene su od kristalića kalcita različite veličine. Kao vrlo čist i proziran kristal (kalcit, dvolomac) rastavlja zraku svjetlosti u dvije polarizirane zrake i rabi se za izradbu optičkih sprava (Nicolove prizme). Također se nalazi u mineralu dolomitu u obliku kalcij-magnezijeva karbonata (CaCO3 x MgCO3) u kristalnome stanju. Služi za proizvodnju kalcijeva oksida, hidroksida, klorida, hidrogenkarbonata (sode), keramike, stakla, papira, boja, gume, plastike, praška za pecivo, lijekova, kozmetičkih proizvoda i kao reagens u analitičkoj kemiji.
- Kalcijev oksid (CaO, živo vapno) služi za proizvodnju keramike, stakla, žbuke, dodaje se i cementu, itd.
- Kalcijev hidroksid (Ca(OH)2), poznatiji kao gašeno vapno, vapno, kreč) primjenjuje se u građevinarstvu, u proizvodnji opeka, papira, boja, sume, plastike, za mekšanje vode, kao insekticid i fungicid, itd. Također se upotrebljava kao reagens za dokazivanje CO2 (vapnena voda), za dobivanje kalcijevih spojeva jer je veoma jeftina sirovina, itd.
- Kalcijev klorid (CaCl2) sastojak je rashladnih otopina (antifriz) i sredstvo je za sušenje.
- Kalcijev hipoklorit (Ca(OCl)2) služi za bijeljenje i dezinfekciju.
- Kalcijev karbid (CaC2) sirovina je za dobivanje etina (burnom reakcijom s vodom) i kalcijeva cijanamida (dušično vapno), koristi se za proizvodnju plastike.
- Kalcijev cijanamid (CaCN2) služi kao umjetno gnojivo uz kalcijeve fosfate i kalcijev nitrat (CaNO3)2. Sam služi kao pesticid, herbicid, te za proizvodnju cijanida.
- Kalcijev cijanid (Ca(CN)2) primjenjuje se za izluživanje zlata i srebra iz mineralnih sirovina, kao inhibitor pri flotaciji ruda olova i cinka, kao insekticid, za dobivanje cijanovodika i za površinsko cementiranje čelika. Njegovom hidrolizom u vodi nastaje cijanovodik koji je vrlo otrovan za ljude, životinje i ribe.
- Kalcijev hidrogensulfit (Ca(HSO3)2 se rabi u proizvodnji papira.
- Kalcijev sulfat dihidrat (CaSO4 x 2 H2O, gips) rabi se za izradbu kalupa u kiparstvu, u medicini za imobilizaciju lomova, u građevinarstvu (tzv. "gips"), u dozimetrima za zaštitu od zračenja, itd. U prirodi je zastupljen kao mineral gips.

Postoji u obliku hemihidrata (CaSO4 × 0,5 H2O), u obliku dihidrata (CaSO4 × 2 H20) i anhidrita (mineral - kalcijev sulfat). Grijanjem dihidrat prelazi u hemihidrat.
- Kalcijev nitrat (Ca(NO3)2, kalcinit, nordijska salitra) rabi se kao jeftino umjetno gnojivo, a u prodaju dolazi pod nazivom „Kalcinit“.